# Enviga
Enviga est une boisson gazeuse non alcoolique créée par l'association de Nestlé et de Coca-Cola permettant selon les dires des deux fabricants de brûler plus de calories qu'elle n'en apporte. La consommation de trois canettes de Enviga par jour serait censée brûler entre 60 et 100 kcal par jour selon les fabricants de la boisson qui  contient, par ailleurs, des catéchines extrait du thé vert, en particulier du (-)-Epigallocatéchine gallate (ou EGCG), de l'aspartame (un édulcorant artificiel) et de la caféine.